# 山本浩之 (アナウンサー)
山本 浩之（やまもと ひろゆき、1962年〈昭和37年〉3月16日 - ）は、大阪府堺市出身（泉佐野市育ち）のフリーアナウンサーで、元・関西テレビ放送アナウンサー。
愛称はヤマヒロで、日本テレビアナウンサーの山本健太は長男、2020年度からアナウンサーとして関西テレビへ入社した山本大貴は三男に当たる。

## 来歴・人物
大阪府立佐野高等学校、龍谷大学法学部卒業後、1985年にアナウンサーとして関西テレビ放送に入社。入社後の1987年から奈良県奈良市に移住して、同局への在職中も奈良に住んでいることを公言している。
実父は1925年（大正14年）の生まれで、大阪市電の運転士や大阪市の職員を歴任。37歳の時に浩之を授かった。
落語家の三代目・林家染二、朝日放送テレビゼネラルアナウンサーの中邨雄二とは、大学の同級生だった。大学3回生の時にアナウンサーを志して目指すようになる。
関西テレビへの入社後に結婚してからは、長男・健太、次男・康介、三男・大貴の3人の息子を育てた。次男の康介は新聞記者で、現在は毎日新聞大阪本社に勤務。三男の大貴は、かつて浩之が勤務していた関西テレビに、2020年度からアナウンサーとして入社している。大貴は、浩之が実父であることを伏せながら、同局のアナウンサー試験を受験。最終選考まで残った際に、苗字（山本）ばかりか自宅の所在地（奈良県）も浩之と同じことに気付いた役員から面接中に質問されたことをきっかけに、浩之の息子であることを初めて明かしたという。

### 関西テレビアナウンサー時代
関西テレビへの入社後は、プロ野球の他、競馬などのスポーツ実況や、情報番組・バラエティ番組のリポーターなどを経験した。
入社から1990年秋までの5年半は、主に競馬番組での担当となっていた。しかし競馬中継→エキサイティング競馬ではこの頃に中継より勇退した鈴木敏郎の後任で実況を担当したものの、当時の主力が杉本清や馬場鉄志などのベテランアナウンサーであったことなどから、メインレースでの実況の機会は年間で数レース程度、それもメインレースが重賞競走でない場合に留まっていたが、放送開始直後に発走する、メインレースの1つ前の準メインレースでの実況をすることが時折あった他、その直後に発走する杉本や馬場が実況を担当していた重賞競走の場合のメインレースでは、ほとんどのゲートリポートを担当していた。
その後は、競馬実況に石巻ゆうすけが自身や馬場に次ぐ3人目のサブ実況で入り、さらに大橋雄介が山本の後任で入ったこともあり、スポーツから異動して報道・バラエティ番組を主に担当するようになったため、現在は競馬関連の番組には基本的に出演していない。
その一方で、『シュートinサタデー』『いつでも笑みを!』（毎週土曜日の午前中に関西テレビの本社スタジオから放送されていたFNS系列全国ネット番組）ではパートナーを務めた。
また、1997年10月から半年間、深夜番組『クロスファイア』の司会を務めたことをきっかけに、『プライスバラエティ　ナンボDEなんぼ（ナンボDEなんぼ）』などのバラエティ番組で個性を発揮（後述）。2007年（平成19年）1月5日から2012年（平成24年）7月27日までは、関西テレビのポッドキャスト企画第2弾『ヤマヒロのアナ Pod cafe』のパーソナリティを担当していた。

#### ニュースキャスターとしての活動
1990年10月に『FNNアタック600』（当時平日の夕方に放送されていたローカルワイドニュース番組）のメインキャスターに抜擢。同番組の後番組『アタック ザ・ヒューマン』でも、1997年9月までメインキャスターを務めた。
2002年には、『ほっとカンサイこの1年 NYリポート』（前年12月に収録・放送）で第18回FNSアナウンス大賞の大賞を受賞。2006年4月には、『FNNスーパーニュースアンカー』の「アンカーマン」として、『アタック ザ・ヒューマン』からの降板以来8年半振りに平日夕方のローカルワイドニュース番組のメインキャスターに復帰した。
『ナンボDEなんぼ』が2009年12月で事実上終了してからは、ニュースキャスターとしての活動にほぼ専念。2013年までは、阪神・淡路大震災や東日本大震災を教訓とした防災関連の特別番組や、国政選挙の開票特別番組（関西ローカル）などでもキャスターを担当した。2012年2月13日から3月9日までは、『アンカー』の特別企画「雨ニモマケズをさがして -山本浩之 被災地を歩く-」で、東日本大震災で被災した福島県・宮城県・岩手県内に滞在しながら取材リポートを送っていた。

#### バラエティ番組での活躍
『アタック ザ・ヒューマン』からの降板を機に、1997年10月からは、深夜番組『クロスファイア』の司会を担当。
『ナンボDEなんぼ』には、『アンカー』のメインキャスター就任後も、メッセンジャー黒田とともにスタジオ司会兼リポーターとして出演。
『ナンボDEなんぼ』が2009年12月で事実上終了した後は、ニュースキャスターとしての活動にほぼ専念。2011年9月に岡本栄（現在の三重県伊賀市長）が定年で関西テレビを退職してからは、同局の現職アナウンサーで最年長に達していた。このため、山本がバラエティ色の強いトークやリアクションを披露するのは、『アンカー』17時台の一部企画、『ヤマヒロのアナ Pod cafe』（現在は配信終了）、深夜枠の特別番組、ゲストで出演する在阪民放ラジオ局の番組（後述）に限られていた。

### 関西テレビからの退社・フリーアナウンサーへ転身
関西テレビ（KTV）は2013年2月20日に、山本が同年3月31日付で退社することを発表した。山本自身は、退社を決めた理由として、「2012年に50歳を迎えたことを機に、今後のアナウンサー人生について想いを巡らせた結果、これまでやったことのない様々な仕事に挑戦してみたくなった」「（学生時代から関心の高かった）ラジオ番組で活動したい」と述べている。
同年4月1日からは、『アンカー』のアンカーマンを続投する一方で、山本の妻が社長を務める個人事務所「PH（ピーエイチ）カンパニー」所属のフリーアナウンサーとして活動。フリーアナウンサー転身初日の4月1日（月曜日）には、『スーパーニュースアンカー』の本番前に、『子守康範　朝からてんコモリ!』（毎日放送平日早朝の生ワイド番組）→『ドッキリ!ハッキリ!三代澤康司です』（朝日放送平日午前の生ワイド番組）→『上泉雄一のええなぁ!』（毎日放送平日の生ワイド番組）の順にゲストで出演した。
テレビでは、同年4月5日（金曜日）に毎日放送のスポーツ情報番組『カワスポ』の第1回へ出演したことを皮切りに、（KTVを含む）フジテレビ系列局以外の放送局制作の番組にも登場。転身後の半年間は、『アンカー』のアンカーマンとしての活動を優先するため、他の番組にはKTV時代と同じくゲストで出演することが多かった。
その一方で、2013年6月16日からは、大学の先輩・やしきたかじんが「委員長」を務める『たかじんのそこまで言って委員会』（隔週金曜日に収録する読売テレビ制作の討論バラエティ番組）に「副委員長」として登場。当時、病気療養中だったたかじん及び、それまで「副委員長」として出演していた辛坊治郎の代理扱いながら、KTV以外の放送局で初めてレギュラーを務めることになった。なお、たかじんが2014年1月3日に死去した直後には、特別番組『たかじん追悼スペシャル そこまで逝って委員会』（同月25日放送）で辛坊・宮根誠司（朝日放送出身のフリーアナウンサー）と共に司会を担当している。

#### ニュースキャスターからパーソナリティへ
2013年9月27日には、「世代交代」や山本自身の意向（前述）などを理由に、『アンカー』のアンカーマンを降板。2013年10月15日からは、毎週火曜日（2014年4月4日から金曜日）の夜間に、毎日放送（2021年4月以降の社名は「MBSラジオ」）の生ワイド番組『ヤマヒロのぴかいちラジオ』でメインパーソナリティを務めている。ラジオ放送事業を運営していないKTVでアナウンサーとしてのキャリアを積みながら、毎日放送や朝日放送のラジオ番組に何度もゲストで出演してきた（後述）山本にとっては、この番組が地上波ラジオ番組での初レギュラーになった。
さらに毎日放送では、2014年4月7日から、『アンカー』と放送時間の一部が重なる『ちちんぷいぷい』のレギュラーに山本を起用。山本は、月 - 木曜日放送分で、全編にわたってメインパーソナリティを務めた（2015年7月までは毎日放送アナウンサー・西靖との共同司会扱い）。
『ちちんぷいぷい』では、スタジオ進行（月 - 木曜日）やVTRリポート（水曜日 → 火曜日）などに加えて、『アンカー』のアンカーマン時代に携わっていた前述の取材も続けていた。2016年には、毎日放送が開局65周年記念特別企画の一環として10月13日（木曜日）から16日（日曜日）まで開催した「MBSプロデュース　豪華客船　神戸発着3泊4日の旅『ドリームズ・カム・クルーズ』」（クルーズ客船「ぱしふぃっくびいなす」のチャーターによる有料のスペシャルツアー）の全日程に同行。『ちちんぷいぷい』『ヤマヒロのぴかいちラジオ』（いずれも毎日放送制作）『あっぱれ!屋久島ツアー 神秘の島でパワーをもらっちゃおうスペシャル』（同局および南日本放送との共同制作・相互ネットによる毎日放送開局65周年記念特別番組）向けの生中継に登場したほか、船内でのイベントにも出演した。
2017年には、古巣のKTVで2月7日の深夜（2月8日未明）に放送された『大阪環状線 ひと駅ごとの愛物語Part2 天満駅編』で、テレビドラマへの主演デビューを果たした。
2019年には、3月16日の誕生日で57歳を迎えたが、同月21日（木曜日）で『ちちんぷいぷい』のメインパーソナリティを勇退。放送時間を短縮した同年の4月改編以降は、「今までにやったことがないことを60歳（2022年）までにやりたいので、（メインパーソナリティとしてスタジオで3時間55分もの生放送を進行するような）長い時間を要することや、しんどい（疲れる）ことは今後遠慮したい」という理由で、「ヤマヒロの人生初○○～いっぺん、これやってみたかってん～」や「ヤマヒロの京都美山里山ぐらし」（いずれも月曜日に放送されるロケ企画）のリポーターに専念していた。その一方で、5月24日（金曜日）から26日（日曜日）までABCホールで上演された「黒田たもつPresents フードコートのランスちゃん」（公私共に親交の深いメッセンジャー・黒田有の脚本によるオリジナル作品）で、舞台作品としては初めての主演を経験した。『ちちんぷいぷい』では2020年10月1日から「スポーツ偉人伝心」（月に1回のペースで木曜日に放送されていたアスリートへのインタビューロケ企画）を担当していたが、2021年3月12日（金曜日）で番組自体が終了。その一方で、三男・大貴のKTV入社が内定してからは、同局が制作・関与するテレビ・ラジオ番組で大貴との「父子共演」が相次いでいる。
なお、MBSラジオでは1974年4月8日（月曜日）から平日の午前中に50年間放送してきた『ありがとう浜村淳です』（平日版）を2024年3月29日（金曜日）で終了。翌週（4月1日）から、山本の新たな冠番組として、『ヤマヒロのぴかッとモーニング』という生ワイド番組を平日版の最終放送枠（8:00 - 10:00）に編成している。山本が平日の帯番組をレギュラーで担当することは、テレビを含めても『ちちんぷいぷい』メインパーソナリティからの勇退以来5年振りである。

## エピソード

### 新人アナウンサー時代のエピソード
- KTVが阪神甲子園球場から阪神タイガース（阪神）対読売ジャイアンツ（巨人）のナイトゲームを中継していた日に、入社後、初めての宿直勤務に就いたところ、試合中にもかかわらず中継を打ち切ったことに対する苦情の電話を受けた。折しも当日は、阪神戦を試合終了まで中継する『サンテレビボックス席』（サンテレビ）でも同カードが生放送されていた。スポーツアナウンサーを志望していた山本は、中継の打ち切りをなじる相手を納得させようと、局内のモニターから流れるサンテレビの中継を見ながら試合の模様を即興で実況。山本が「試合終了、タイガース辛くも逃げ切りました」との言葉で実況を締めくくると、山本が新人のアナウンサーであることを知らない相手から、「感動した! 阪神の勝利の瞬間というのは、何回も目にしたことあるけど、受話器持って立ったまま聞いたのは初めてや。お前、結構喋んの上手いなぁ。アナウンサーでもなったらどうや!」という感想を告げられた。山本はこの即興実況を機に、アナウンサーとしての夢を「たった1人であっても、視聴者に感動してもらうこと」に定めるとともに、「いつか放送で阪神対巨人戦を実況したい」という決意を固めたという[20]。ただしKTVでは、阪神対巨人戦の実況を担当する機会のないまま、スポーツアナウンサーから報道番組のキャスターに転じている。

### 髪にまつわるエピソード
- 薄毛の男性ばかりの家系で育ったことから、学生時代から薄毛に悩んでいた[21]。 
  - 関西テレビ入社試験の最終面接にて面接官におでこを出すように言われて前髪をかき上げて出した。すると「君のお父さんは？」と聞かれたので「優しい父で手を上げられた事も無いです」と答えたところ「違う！君のお父さんの頭髪はどうなっている？」と改めて質問され「磯野波平です。いや父だけでなく、一族揃って磯野波平です」と答えたところ、山本への質問はそれだけで、次の候補者への質問に移った。山本は正直、不採用を覚悟したそうだが、後日内定通知が届いた。「あの時、三宅(正治)も受験していたけど、あいつはフジから内定貰って関テレ辞退したから俺が繰り上げで採用になったんやろな」と自虐的にコメントした。
- 関西テレビへの入社を経て『アタック600』のキャスターに抜擢された頃には、局内で「20代なのに若々しさが無い」「お前、全然若々しくない」などと評されていたほど、頭髪がかなり薄くなっていた[22][23]。そこで、頭頂部の毛髪が薄くなっていた桑原征平（当時の先輩アナウンサー）からの勧めで、桑原が出演番組の生CMで紹介していたメーカーのカツラを付けるようになった。山本は初めてカツラを付けた日のことを「人生、バラ色でした」と述懐している[22]。しかし、その後は常にカツラを気にするようになり、取材時には集中力の分散に悩まされるようになった[22]。
  - ニュースキャスターとしての取材中に、頭上後方から突き出された集音マイクにカツラが引っ掛かったあげく、カツラがずり下がったことがある[22]。
    - 宮沢内閣が衆議院の「嘘つき解散」に打って出た1993年6月18日には、国会議事堂内で武村正義（関西テレビの放送対象地域である滋賀県選出の衆議院議員で当時は自由民主党に所属）の囲み取材に臨んでいたところ、山本の後方から突き出されていた集音マイクが山本の側頭部をかすった。その弾みでカツラがずれたため、山本は無意識のうちにしゃがみ込むと、カツラの位置を元に戻した。30秒ほどで戻せたものの、その間に武村のコメントを聞き逃したため、後に上司から激しく叱責されたという[21]。

  - トミーズ雅と共に司会を務めた生放送の特別番組で、番組内のマジックショーで使用したオウムが頭に止まったあげく、カツラの七三分けがセンター分けにずれてしまった。そこで山本は、トミーズ雅に番組の進行を委ねた上でスタジオから中座。トイレでずれたカツラを直した後に、スタジオに戻って司会を続けた[24]。フリーアナウンサーへ転身してからも、オウムがカツラの上から立てた鋭い爪の感触が、頭皮に残っているという[21]。
- 関西テレビの社屋が西天満にあった頃、エレベーターで上岡龍太郎と会うことが多く、「君は男前やけど、髪の毛が少し薄くなってるのがちょっとな‥」と言われたことがあった[25]。
- 1998年（平成10年）1月7日、『クロスファイア』の放送中に、自らがハゲであること、これまで番組にカツラをつけて出演していたことを告白した[22]。

『クロスファイア』は硬派の深夜番組で、直近の出来事などを山本・前田日明・玉木正之がスタジオで真剣に討論する模様を放送していた。その一方で、山本がカツラを着用していることは、関西テレビの局内で「公然の事実」とみなされていたという。山本自身は、カツラを外すことを決めてはいたものの、外しても何事もなかったかのように振る舞うつもりだった。しかし実際には、同番組のスタッフが「ヤマヒロがとうとうカツラを取る」という噂を局内で勝手に広めたあげく、当日の放送での討論テーマを「ハゲの時代」に急遽決定。最新鋭の照明機器と、7時間がかりの綿密なセッティングの末に、「カツラを外した状態で帽子をかぶった山本が、『実は私、ハゲてました』と言って頭を下げながら脱帽した瞬間に、レーザー光線を山本の頭へ容赦なく照射する」という演出を実現させた。
この一件は、ワイドショーやスポーツ新聞に取り上げられ、大きな反響を呼んだ。更に深夜に放送されていた頃の『トリビアの泉 〜素晴らしきムダ知識〜』でも紹介された。山本のもとには、全国の視聴者から手紙が届き、ほとんどが告白を称賛する内容だったという。
『クロスファイア』では、「（放送で）真実を伝えるべきアナウンサーが（『頭がハゲている』という自身の）真実を（カツラで）隠していることへの疑問」を告白の理由に挙げていた。山本自身は後年、「アナウンサーという職業柄、プライベートでプールや銭湯へ行く時にもカツラを付けざるを得ず、遊園地では（カツラが強風で飛ばされることなどへの懸念から）息子たちと一緒にジェットコースターへ乗ることができなかった。そのような煩わしさに我慢できなくなったので、『アタック600』からの降板が決まったことをきっかけに、カツラを取ることを決めた」と述懐している。
- 『クロスファイア』での告白以降、「ハゲネタ」を武器にバラエティでさらなる活躍を見せるようになる。

『ナンボDEなんぼ』の「無駄ムダ調査隊」のコーナーでは、ムダブルーというキャラクターを担当し、ハゲハゲビームなる物を繰出していた。
- 他にも、「ハゲネタ」「ヅラネタ」と称する頭髪関連のエピソードは数知れない。トミーズ雅は、前述のハプニングの直後に山本から真相を聞かされると、「どんな笑いも勝たれへんやないか」と言いながら笑い転げた。また、山本に対して、冗談交じりで「その頭を売ってくれ」と言ったこともある[27]。これらのネタは彼がパーソナリティを務めるポッドキャスト「ヤマヒロのアナ Pod Cafe」などで、本人自身が赤裸々に告白している。
- iPhoneのアプリケーションに、ヤマヒロ電球なる物が存在している[1]。これも、自身の「ハゲ」に因んでいる[1]。
- 関西テレビアナウンサー時代の2011年から、林健（ギャロップ）と共に結成したサークル「PHK（Positive Hage no Kai＝ポジティブ・ハゲの会）」の会長としても活動。現在では、佐野慈紀（野球評論家）や畑中ふう（ナレーター、声優）も、PHKの会員に名を連ねている[29]。ちなみに、フリーアナウンサーへの転身を機に設立した個人事務所の「PHカンパニー」のPHも、「Positive Hage」の頭文字である。
- 2015年9月21日（月曜日・敬老の日）には、『ちちんぷいぷい』のPRを兼ねて、阪神対東京ヤクルトデーゲーム（阪神甲子園球場）のファーストピッチに登場。前述のPHK会員である佐野から直々に伝授された「ピッカリ投法」[30] で場内を沸かせた後に、仕切り直しの1球でストライク投球を成功させた[31]。
- NIFREL（大阪府吹田市のEXPOCITY内で2015年11月19日から営業中の水族館）では、山本の頭から型を取ったオブジェ付きの「ぷいぷい水槽」を、開館当初から2019年初頭の館内リニューアルまで「『みずべ』にふれる」ゾーンの一角に据えていた。『ちちんぷいぷい』とのコラボレーション企画・豊崎由里絵（開館当時は毎日放送のアナウンサーで水曜アシスタント）のプロデュースによる水槽で、オブジェの頂部には、「山本の頭の上に髪の毛が生えている」というイメージで海藻を植えた[32]。
- 初めて主演したテレビドラマ『大阪環状線 ひと駅ごとの愛物語Part2 天満駅編』では、「妻の霊がカツラに取り憑いた男」というサブタイトルが付いたことを背景に、『クロスファイア』でのカミングアウトから19年振りにカツラを着用した姿を披露。「妻の美樹（演：鈴木紗理奈）に先立たれたことを機に、カツラを被りながら、夫に先立たれた年下の独身女性・聡子（演：中江有里）とのデートに臨む54歳の独身男性」という設定で、真治役を演じた[17]。原案では山本を想定しておらず、山本自身にもアナウンサー以外の役柄での演技経験はなかったが、「この役はヤマヒロ以外あり得ない」という理由で出演に至ったという[21]。
- 『ちちんぷいぷい』メインパーソナリティ時代の2017年には、サンデリックフーズ（前述の泉佐野市で高校時代の同級生が営んでいる製麺会社）から、冷凍うどんの商品開発への参加を依頼された。山本はこの依頼を訝ったが、「（山本の）頭もうどんも『つるつる』だから」という理由に納得したうえで開発へ参加[21]。実際に「つるつるうどん」というブランドネームで商品化に漕ぎ着けたばかりか、テレビ・ラジオを通じて初めてのCM出演が実現した。CMの出演に際しては、オリジナルソング を制作したうえで自ら歌唱[33]。発売20周年を記念して2018年12月から放送されているテレビCMでは、この曲をギターの弾き語りで披露している。
- 『ちちんぷいぷい』終了後の2021年度には、大阪司法書士会による啓発ポスターのモデルへ起用。自身の頭髪を強調した複数の顔写真に「遺言で不毛な争いをなくそう」「いい相続は明日を明るく照らします」という文言を組み合わせたポスターやチラシが、2021年5月6日から大阪府内の会員（約2,400名）に配布された。ポスターやチラシは司法書士制度を啓発する目的で広告会社が制作したものだが、受け取った会員の一部から「身体的特徴を揶揄するような内容で不快」との指摘があったため、大阪司法書士会では同月11日付で全会員に謝罪文を送付。「人権を尊重する団体として配慮が足りなかった」との理由で、ポスターやチラシを回収する事態に至っている[34][35][36]。
- 父と同じく関西テレビへ入社した三男・大貴も公式プロフィールにて、将来不安に思うことについての質問に「やっぱりハゲてしまうのかなという不安はあります。」と答えている。[37]。
- 『ありがとう浜村淳です』の後継番組でパーソナリティを務めることをMBSラジオから打診された当初は、後継番組を『ぴかッとモーニング』というタイトルで放送することに抵抗していた。その際には「もう60歳を過ぎているのに、（ハゲを連想させるようなタイトルの番組は）もうたくさん」という本音を関係者に打ち明けていたが、『ぴかッとモーニング』の放送開始を発表した直後（2024年2月1日）には、「（自分の知らないうちに）周囲のスタッフがどんどん話を進めて（タイトルが『ぴかッとモーニング』に決まって）しまった」と『茶屋町ヤマヒロ会議』（当時パーソナリティを務めていた同局の生放送番組）で暴露している[38]。

## 趣味・特技
趣味は将棋、ギターの演奏、アウトドア、ゴルフ。『ヤマヒロのアナPod cafe』や、メインパーソナリティへの就任発表を兼ねて初めて出演した2014年3月18日放送分の『ちちんぷいぷい』では、特技として歯笛を披露した。
ギターについては、KTVのアナウンサー時代からフォークバンド「エルキュール上野とアフターアワーズSHOW」のメンバーとして活動している ほか、『クロスファイア』でかつらの着用を告白した際にもVTRの中で演奏している。『アンカー』の水曜コメンテーターの青山繁晴が主宰している「インディペンデントクラブ」のイベントで、青山とのジョイントライブを実施したこともある。
『ちちんぷいぷい』総合司会就任後の2014年5月3日（土曜日）に服部緑地野外音楽堂で開催のジョイントコンサート「春一番2014」初日公演には、「エルキュール上野とアフターアワーズSHOW」のメンバーとして出演するとともに、ギターの独奏も披露。『ちちんぷいぷい』の放送期間中には、番組と縁の深かったLittle Glee Monsterとのコラボレーションステージを、自身のメインパーソナリティ担当最終日（2019年3月21日）にスタジオ、最終回の前日（2021年3月11日）に大阪城ホールからの生中継で実現させている（山本はいずれもギターの伴奏でステージに参加）。
また、KTVアナウンサー時代の2008年11月16日には、同局主催のライブイベント「Livejack Special Stories -Drama×Songs-」のサプライズゲストとして大阪城ホールのステージに登場。「（同イベントに出演していた）ET-KINGの新メンバー」という触れ込みで、ET-KINGの楽曲『愛しい人へ』を同グループと一緒に熱唱した。「ドリームズ・カム・クルーズ」2日目（2016年10月14日）の夜に「ぱしふぃっくびーなす」の中で開かれた「堀内孝雄スペシャルライブ with 山本浩之」でも、堀内と一緒に、乗客の前で歌やギターの演奏を披露している。
早起きが大の苦手であることを公言していて、KTVのアナウンサー時代から早朝の生放送番組のレギュラー出演を固辞していたが、フリーアナウンサーに転身してからはイレギュラーで出演。2024年4月からは、MBSラジオで平日の早朝に生ワイド番組（『ヤマヒロのぴかッとモーニング』）のパーソナリティをレギュラーで務める。本人曰く、「起床してからエンジンが掛かる（本調子になる）までに時間がかかる体質で、イレギュラーでの出演であれば起床に支障はないが、早朝の帯番組にレギュラーで出演しても週に2 - 3日は寝過ごしそうで怖い」とのことだが、MBSラジオから浜村淳の後継者（『ヤマヒロのぴかッとモーニング』のパーソナリティ）になることを打診された際には「光栄な話」として快諾したという。

## 在阪民放局アナウンサーとの交流
KTVのアナウンサー時代から、柏木宏之（毎日放送アナウンサー→嘱託を経てフリー）、上泉雄一（毎日放送アナウンサー）、三代澤康司（朝日放送テレビアナウンサー→定年後フリー）、森たけし（読売テレビアナウンサー→定年後フリー）と親しく交流している。早起きが苦手でありながら、『ちちんぷいぷい』メインキャスター勇退後の2019年8月からは、森が金曜日の『朝生ワイド す・またん!』を休演する場合にメインキャスター代理を務めていた。
KTV時代には、柏木・三代澤・森とともに落語講演会で同席。山本が『上泉雄一のええなぁ!』に電話で出演したり、『ヤマヒロのアナ Pod Cafe』に森をゲストに迎えたりしたこともある。さらに、所属局のチャンネル番号（リモコンキーID）にちなんだ「10ちゃん8ちゃん」というコンビ名で、森と共に漫才を数回披露していた。2014年4月から2019年3月まで『ちちんぷいぷい』で共演していた西や、2017年9月まで同番組でニュース解説を担当していた石田英司とも、KTVのアナウンサー時代から酒席を共にするほどの面識があった。大学時代に通っていた生田教室出身の在阪アナウンサーとも親交が深い。
フリーアナウンサー転向の初日には、放送時間の一部が重なる『ドッキリ!ハッキリ!三代澤康司です』と『上泉雄一のええなぁ!』へ立て続けに出演（前述）。2013年6月1日には、大阪市淀川区のシアターセブンで、有料のトークイベント「三代澤康司 × 山本浩之 × 森たけしLIVE『二ヶ月贈（おく）れの卒業式』」を開催した。2014年3月21日には、読売テレビの番組と連動した落語会「平成紅梅亭 東西特選落語会 上方 夕の部」（森之宮ピロティホール）で、森と共に「ぴっかりメガネ」というコンビ名で本格的な漫才を披露した。

## 現在の出演

### テレビ番組
- ちゃちゃ入れマンデー（関西テレビ、2014年4月28日 - ）
  - 東野幸治・黒田有（メッセンジャー）と共同で司会を担当[47]。
  - 2020年3月24日放送の「あの人だかりは何!?大阪メトロ特別編&ヤマヒロ親子初共演スペシャル」で、関西テレビへ正式に入社する直前の三男・大貴と初めて共演した[48]。
- よんチャンTV（毎日放送）
  - かつてメインパーソナリティを務めていた『ちちんぷいぷい』の後継番組として、2019年3月29日から平日の夕方に編成されている関西ローカル向けの生放送番組。2024年1月30日（火曜日）放送分へゲストで出演した際に、同年4月1日（月曜日）からMBSラジオで『ヤマヒロのぴかッとモーニング』のメインパーソナリティを務めることを初めて発表した。
  - 『ぴかッとモーニング』が始まった2024年4月以降は、月に1回のペースで、金曜日の本番後に「スタジオパネラー」として関西ローカルパートの全編へ出演。金曜日では同月から、メッセンジャー黒田も「レギュラーパネラー」に加わっている。

### ラジオ番組
いずれも毎日放送→MBSラジオで放送
- ヤマヒロのぴかいちラジオ（2013年10月15日 - ）
- ヤマヒロのぴかッとモーニング（2024年4月1日 - ）
  - 前番組の『ありがとう浜村淳です』（平日版）と同じく、全編を生放送で構成。事前収録の『ぴかいちラジオ』および、2024年3月まで『ありがとう浜村淳です土曜日です』というタイトルで放送されてきた『ありがとう浜村淳です』（土曜版）は2024年4月以降も放送を続けている[38]。
- ヤマヒロのお寺さんSUNモーニング（2024年10月7日 - 、毎週日曜日の7:00 - 7:20に放送）
  - リスナーから寄せられた悩みの相談に、自身と「お寺さん」（関西地方に所在する寺院）の僧侶が応える事前収録番組。

### 広告・CM
- サンデリックフーズ「麺名人 つるつるうどん」（2017年9月1日 - ）

## 過去の出演

### テレビ番組
関西テレビアナウンサーとして
- シュートinサタデー（FNS系列全国ネット）
  - 全国ネット番組では初めて、入社2年目の1986年度下半期にレギュラーで出演。三男の大貴も、2020年4月の入社と同時に、『土曜はナニする!?』（同月4日スタートの後継番組）のレギュラー（気象キャスター）へ抜擢[49]。
- いつでも笑みを!（FNS系列全国ネット）
- スポーツ実況（プロ野球、競馬など）
  - プロ野球ニュース
  - エキサイティング競馬
    - 「競馬実況の名手」に数えられている杉本清（当時の上司で先輩アナウンサー）を「師匠」として、レースの実況を5年間担当。
- エンドレスナイト
- 鶴瓶の1/10女子マラソン（後期・ナレーションほか）
- 素敵にクッキング
- アタック600
- FNNスーパータイム（1995年1月17日、関西テレビでは『アタック600』内で全国ニュースパート〈18:01頃 - 18:24頃〉を同時ネット）
  - この日発生した兵庫県南部地震（阪神・淡路大震災）に関するニュースの中で関西テレビのスタジオから災害状況を伝えた。
- アタック ザ・ヒューマン
- クロスファイア
- 2時ドキッ!
- 2時ワクッ!
- プライスバラエティ ナンボDEなんぼ
- アンフェア （アナウンサー役）
- 1・2・3と4・5・ロク（阪急ドラマ版　アナウンサー役）
- あしたの、喜多善男〜世界一不運な男の、奇跡の11日間〜 （情報番組の進行役として出演）
- ヤマヒロのアナ Pod cafe
- CM「クラブカンテ～レ」

フリーアナウンサーとして
- FNNスーパーニュースアンカー（関西テレビ）- 2006年4月 - 2013年9月27日（局アナ時代から引き続きアンカーマンとして出演）
- 口出しゴメン!セキララ☆小町 → セキララ☆新発見 ものしりティーチャー（関西テレビ、2013年9月19日 - 2014年3月10日）進行役
- カワスポ（毎日放送）不定期でスタジオパネラーとして出演
- 教えて!ニッポンイチ（関西テレビ、2013年12月31日）
- 宮根のどないアングル 〜どうでもいい!?究極の三択〜（関西テレビ、2014年1月1日）
- 明石家さんまのコンプレッくすっ杯（朝日放送、2014年1月1日）
- 痛快!明石家電視台（毎日放送、2014年3月10日）全編にわたってゲストで出演
- たかじんのそこまで言って委員会（読売テレビ）
  - 2013年6月9日放送分に「研修」扱いで登場。同月16日放送分から2014年8月24日放送分まで、「副委員長」としてレギュラー出演。辛坊の「副委員長」復帰が決まったため降板。
- ちちんぷいぷい（毎日放送、2014年4月7日 - 2021年3月11日）
  - 2019年3月21日（木曜日）放送分までは、月 - 木曜日に全編（2015年7月までは15時前後からエンディングまで）の進行を担当。「ヤマヒロのこれだけは!」→「きょうの☆印」というコーナー（15時台後半 - 16時台前半）では、進行にとどまらず、紹介する情報の選定にも携わっていた。2014年には、UHA味覚糖とのコラボレーション企画で、「ヤマヒロ　ぴかぴかあめ」という地域・期間限定販売商品のプロデュースも手掛けた。
  - 2015年9月までの隔週金曜日[50] には、「金曜ピカピカ生中継」というコーナーに「（KTVの若手アナウンサー時代以来自身）28年振り」という生中継リポーターとして出演していた。同年8月からは、水曜日 →　火曜日のVTRロケコーナー「ここはどこ?あなたダレ?」のリポーターも担当。
  - 2016年6月以降の週末には、「ここはどこ?あなたダレ?」から派生した田舎暮らし企画として、京都府南丹市美山町内の山間部で土地の開墾・モバイルハウス（移動が可能な車輪付き木造家屋）の建築に関与。同年11月中旬に、「ヤマヒロハウス」の名でモバイルハウスを完成させた。完成後も、「ヤマヒロの京都美山里山ぐらし」（月に1回のペースで火曜日に放送されるロケコーナー）と連動しながら、週末を中心に美山町の界隈で農作業や住民との交流などに励んでいた。
  - 2019年3月21日放送分で総合司会を勇退したが、同年4月改編以降も、月曜日のみ「ヤマヒロの人生初○○～いっぺん、これやってみたかってん～」（月3 - 4回放送）や「ヤマヒロの京都美山里山ぐらし」（火曜日から移動）のリポーターとしてレギュラー出演を続けていた。改編当初はロケVTRのみの登場だったが、2019年7月22日放送分の「ヤマヒロの京都美山里山ぐらし」からは、生中継への出演も再開していた。2020年4月改編でのリニューアルを機に、出演曜日を木曜日に変更。
  - 総合司会時代の2018年には、7月23日（月曜日）から27日（金曜日）まで放送された『ちちんぷいぷい×VOICE みんなでとびだせっ! 夏の5時間ぶち抜きスペシャル』の企画で、キャンピングカーを運転しながら北海道（当時のネット局・北海道放送の放送対象地域）を縦断。2日目（24日）の生中継で小樽港マリーナから日和山灯台の沖合（小樽市）へのヨットセーリングを体験したことがきっかけで、2019年6月に、「ヤマヒロの人生初○○」の企画で小型船舶操縦士の免許を取得した。以降のロケ企画でも、その腕前を随時披露している。
  - 当番組をベースに2016年から年に1回のペースで祝日（主に建国記念の日）に放送されている『激撮!直撃!!スクープ　秘蔵映像全部見せます』でも、同年の第1回から総合司会を担当。当番組の総合司会を勇退した後も、2020年放送分（事実上の最終回）で担当を続けていた。
  - 2020年4月改編からは木曜日のコーナーレギュラーとして扱われていたが、木曜日で担当する予定だったロケ企画が新型コロナウイルス感染拡大の影響で休止されたことなどから、同年9月までは（スタジオを含めて）出演を見合わせていた。同年10月改編（1日）から「スポーツ偉人伝心」（「レジェンド」とされているアスリートへのインタビューロケ企画）を木曜日に不定期で放送することに伴って、スタジオへの出演も総合司会からの勇退以来1年半振りに再開。2021年2月まで、おおむね月に1回のペースでスタジオに登場していた。
  - 番組自体が2021年3月12日（金曜日）で終了することを受けて放送最終週（同月8 - 12日）に編成された「フィナーレウィーク」の第4日（12日）で出演を終了。12日には、Little Glee Monsterとのコラボレーション企画（前述）で大阪城ホールからの生中継を進行するとともに、同ホールのステージでギターを伴奏した。
- ごきげん!ブランニュ（朝日放送、2015年3月2日）
  - あいはら雅一（メッセンジャー）によるロケ企画「住宅の鬼あいはら」にゲストで出演
- 激突!選挙スタジアム2016 ぷいぷい×VOICE（毎日放送、2016年7月10日）
  - 山本が関西テレビ以外の局の選挙特番の司会を務めるのは初めてだった。
- 激撮!直撃!!スクープ　秘蔵映像全部見せます（毎日放送、2016年11月3日・2017年3月20日・2018年2月11日） - 『ちちんぷいぷい』の放送枠・コーナー編成を活用した生放送の報道特別番組で、西靖と共に総合司会を担当。
- 大阪環状線 ひと駅ごとの愛物語Part2 天満駅編「妻の霊がカツラに取り憑いた男」（関西テレビ、2017年2月8日） - 鈴木紗理奈・中江有里[51] と共演[17]。
- 激突!与野党大決戦 選挙スタジアム2017（毎日放送、2017年10月22日）
  - 山中真（毎日放送アナウンサー）と共に関西ローカルパートの司会を務めた。
- どーんと鹿児島（南日本放送、2018年3月14日）
  - 2016年10月から2019年9月まで前半のみ同時ネットを実施していた『ちちんぷいぷい』のPRを兼ねて、同番組に出演しない金曜日（2018年2月16日）に鹿児島県指宿市を山口真奈（南日本放送アナウンサー）と巡ったロケの模様を、県内ローカルで放送。
- 稲川淳二の怪談グランプリ2019～下剋上バトル！歴代チャンピオンvs令和怪談師～（関西テレビ、2019年8月16日）
  - 「令和怪談師」の1人として、「歴代チャンピオン怪談師」として出演した竹内義和との対決方式で、怪談を初めて披露。
- 猪又進と8人の喪女〜私の初めてもらってください〜（2019年、関西テレビ/2020年、BSフジ） - 今宮剛志 役
- 朝生ワイド す・またん!（読売テレビ）- 2019年8月9日から、月に1回のペースで、森たけしに代わってメインキャスターを担当していた。

以下の番組には、「ドリームズ・カム・クルーズ」の3日目（2016年10月15日）に、ツアーの最終目的地・屋久島（鹿児島県）からの生中継で出演。
- せやねん!（毎日放送）
- あっぱれ!屋久島ツアー 神秘の島でパワーをもらっちゃおうスペシャル（毎日放送・南日本放送の共同制作番組）
- クチコミ新発見!旅ぷら（読売テレビ、2019年8月11日 - 2021年9月26日）
  - 2019年8月11日「熊本・阿蘇クチコミ旅」〈第1弾〉
  - 2020年7月19日「大阪・堺クチコミ旅」〈第2弾〉
  - 2020年7月26日「京都市クチコミ旅」〈第3弾〉
  - 2020年10月4日「広島・尾道クチコミ旅」〈第4弾〉
  - 2020年10月11日「広島・呉クチコミ旅」〈第5弾〉
  - 2020年12月6日「鳥取・三朝クチコミ旅」〈第6弾〉
  - 2020年12月20日「島根・松江クチコミ旅」〈第7弾〉
  - 2021年1月31日「京都・福知山クチコミ旅」〈第8弾〉
  - 2021年2月7日「奈良・桜井・橿原クチコミ旅」〈第9弾〉
  - 2021年2月21日「奈良市クチコミ旅」〈第10弾〉
  - 2021年3月7日「鹿児島・指宿クチコミ旅」〈第11弾〉
  - 2021年3月14日「熊本・芦北・水俣クチコミ旅」〈第12弾〉
  - 2021年5月2日「福井・小浜クチコミ旅」〈第13弾〉
  - 2021年5月9日「京都・舞鶴クチコミ旅」〈第14弾〉
  - 2021年5月23日「和歌山・串本クチコミ旅」〈第15弾〉
  - 2021年6月20日「岡山・備中高梁クチコミ旅」〈第16弾〉
  - 2021年6月27日「岡山・瀬戸内クチコミ旅」〈第17弾〉
  - 2021年9月19日「大分・別府クチコミ旅（前編）」〈第18弾〉
  - 2021年9月26日「大分・別府クチコミ旅（後編）」〈第19弾〉
    - 森とのコンビでロケに出演。『ちちんぷいぷい』の総合司会時代にスタジオで共演していた松尾貴史が、ナレーションを担当した。第10弾（奈良市）と第15弾（串本町）では森に代わり諸國沙代子（読売テレビアナウンサー）が出演。また第17弾・第18弾（大分・別府 （前後編））では同番組でナビゲーターを担当している松尾貴史と共に出演。

### ラジオ番組
- おとなの駄菓子屋（毎日放送、2011年12月25日放送分のゲスト）
- 上泉雄一のええなぁ!（毎日放送、2009年6月の「MBSラジオ スペシャルウィーク」中に電話で出演）
  - フリーアナウンサー転身後の2023年1月3日（火曜日）には、事前収録の特別企画「男しゃべりなお正月 関西フリーアナウンサー大集合」に三代澤・森と共に出演。
- 畑中ふう・大桃美代子のてふてふ（毎日放送、通算で3回ゲスト出演、最後の出演は2012年6月15日放送分）
- 桑原征平粋も甘いも（朝日放送ラジオ、2011年9月15日放送分のゲスト）
  - フリーアナウンサー転身後の2020年7月2日（水曜日）放送分には、後述する『ドッキリ!ハッキリ!三代澤康司です』出演終了直後に飛び入りで出演[52]。2021年6月3日（木曜日）放送分では、「征平の、カンテレアナウンサーさんもいらっしゃい!」（同月の木曜日限定企画で関西テレビの新旧男性アナウンサーが週替わりでゲスト出演）のトップバッターとして、再びゲストに迎えられた。

以上の番組には、関西テレビのアナウンサーとして『アンカー』のメインキャスターを務めていた時期に出演。
- 子守康範　朝からてんコモリ!（毎日放送、2013年4月1日放送分、フリーアナウンサーとして最初にゲストで出演）
- ドッキリ!ハッキリ!三代澤康司です（朝日放送ラジオ、2013年4月1日・2019年5月16日[53] 放送分のゲスト、および2020年7月2日放送分のパートナー[54]）
- 茶屋町ヤマヒロ会議（毎日放送→MBSラジオ、2014年4月6日 - 2021年3月28日／2021年10月7日 - 2024年3月28日）
  - 2020年には、9月第1週分の放送日が「MBSラジオの日」（日本記念日協会公認の記念日）に当たる6日であったことから、森をゲストに迎えて「ぴっかり（山本）メガネ（森）のふきげん（不機嫌）ラジオ」という特別企画を同日に放送。この企画の一環で、MBSラジオにおける当日深夜（正確には翌7日の2:00に放送）のクロージング・アナウンスと翌朝（同日の4:54に放送）のオープニング・アナウンスも、森とのコンビで特別に担当した[55]（いずれも事前収録）。ちなみに山本は、関西テレビのアナウンサー時代に、宿直勤務の一環で同局のクロージング・アナウンスを生放送で経験している。
  - 当番組を放送していた日曜午前の番組編成が8・9時台の『地方創生プログラム ONE-J』（JRN32局ネットの生放送番組）開始に伴って大幅に変更されたことを背景に一旦終了。MBSラジオの2021年10月改編で『上泉雄一のええなぁ!』の放送枠が月 - 木曜日の夕方から（『朝からてんコモリ!』の後継番組扱いで）平日の早朝へ移動することに伴って新設された「夕方もポチっとMラジ」枠の生放送番組として、同月7日から毎週木曜日の15:00 - 18:00（ナイターシーズンは17:54）でレギュラー放送を再開していた。
  - 山本浩之が『ヤマヒロのぴかっとモーニング』のパーソナリティに起用されたことから、同番組の開始前週（2024年3月28日）の生放送をもって再び終了[38]。日曜日での放送開始当初から長らくアシスタントを務めてきた山本量子と、山本量子の病気療養中にアシスタントを代行していた古川圭子（『ちちんぷいぷい』『ヤマヒロのぴかいちラジオ』でも共演している毎日放送アナウンサー）は、『ぴかっとモーニング』の初代日替わりパートナーに名を連ねている。
- 日本盛プレゼンツ 居酒屋阿希子（毎日放送、2017年5月放送分のゲスト）
- MBSサンデー・カルチャーナイト「ALICE AGAIN アリスが生まれたとき」(毎日放送、2019年12月15日）
- ラジオパーソナリティ帝王への道! 兵動大樹の十番勝負!（朝日放送ラジオ、2020年1月2日放送分の第5弾にゲスト出演）
- それゆけ!メッセンジャー（毎日放送、2020年5月30日放送分、間質性肺炎の療養のため休演したあいはら雅一の代役として出演）
- 三代澤、森ちゃん、ヤマヒロの我らアナウンサー第7世代（朝日放送ラジオ、2021年1月1日の14:30 - 15:25に放送）
  - 朝日放送グループ本社内のラジオスタジオで2020年内に収録された三代澤・森との鼎談番組。この番組に続いて、スタジオと出演者を変えずに、『茶屋町ヤマヒロ会議』2021年の初回（1月3日放送分）も収録された。
- カンテら!（ラジオ大阪、2021年12月22日放送分のゲスト）
  - 関西テレビの現職アナウンサーから2名が日替わりでパーソナリティを務める収録番組で、当日のパーソナリティが大貴と堀田篤（在職中の部下）であったことから、ラジオ番組としては初めて「堀田篤の友達になって下さい」（堀田が進行するゲストのトーク企画）で親子共演が実現。
- おとなりさん（文化放送、金曜9時台前半「教えて! 全国☆ラジオスター」2023年3月3日放送分のゲスト）

### 映画
- プリンセス・トヨトミ（2011年5月28日公開、東宝製作、関西テレビが製作に協力）
関西テレビの地元・大阪が舞台であったことから、『アンカー』のキャスターとして共演していた当時の後輩アナウンサー・村西利恵とともに、同番組のスタジオから架空のニュースを伝えるシーンで登場。さらに、大阪府庁前で撮影されたシーンにも、「大阪国民」の1人としてエキストラで出演している。

- あしやのきゅうしょく（2022年）

### 舞台作品
- フードコートのランスちゃん（2019年5月23日 - 25日、ABCホール） -  主演（作・演出：黒田たもつ）
- なにわニコルソンズvol.5「お通夜イレブン」（2024年2月8日 - 12日、高槻城公園芸術文化劇場サンユレックホール） - 客演（作・演出：木下半太）
- 松竹創業130周年記念「じゃりン子チエ」（2025年11月15日 - 25日〈予定〉、大阪松竹座） - お好み焼き屋のオッちゃん役[56][57]

## 連載コラム
- 『デイリースポーツ』「ヤマヒロのピカッと金曜日」 - 2024年4月から毎週金曜日の芸能・社会面に掲載

## 関連人物
芸能人
- やしきたかじん - 龍谷大学の先輩。山本は、『たかじんのそこまで言って委員会』に出演する以前から、たかじんの冠番組でたびたび進行役やゲストとして共演していた。
- 関ジャニ∞ - 数々の番組で共演
- 林家染二 - 龍谷大学時代の同級生。独演会で山本に漫談を依頼したこともある。
- 林健（ギャロップ） - 山本と共に「ポジティブハゲの会（PHK）」を結成。

アナウンサー・DJ
- 若田部克彦 - 関西テレビ時代の山本の後輩で、同局の現役アナウンサー。2009年には、『アンカー』の放送中に、山本と同様にカツラの着用を告白した。
- サニー・フランシス - 『アンカー』金曜日のコメンテーター。

以下のアナウンサーは、関西テレビ時代の山本の上司や先輩で、後に同局を退職。退職後は山本と同じく、フリーアナウンサーとして活動している。
- 桑原征平 - 山本がカツラをつけるにあたって相談を受け、その仲介をした相手でもある。2004年定年退職。
- 杉本清 - 山本がKTVの若手アナウンサーだった時代に、競馬実況を指導していた。1997年定年退職。
- 馬場鉄志 - 杉本と同じく、競馬実況を指導していた。2010年定年退職。
- 梅田淳 - 山本がメインキャスターを務めた『アタック600』で中継リポーターやスポーツキャスタとして出演。2003年阪神タイガースのセントラル・リーグ優勝の実況を花道に2004年退職。